# Komet-Kreis
Der Komet-Kreis bildete sich 1918, im letzten Jahr des Ersten Weltkrieges, als Künstlergruppe in Dresden aus Schriftstellern und Künstlern des Expressionismus um Rudolf Adrian Dietrich (1894–1969).

## Geschichte

### Kreis um die weiße Chrysantheme
Die Anfänge des Komet-Kreises lagen in dem vom Schriftsteller Rudolf Adrian Dietrich und Felix Stiemer im Jahr 1916 initiierten Kreis um die weiße Chrysantheme. Hier wurde im privaten Kreis bereits über die Wirkung des „Geistes“ im Zusammenhang mit zeitgenössischer Kunst diskutiert. Nachweisbar sind lediglich zwei Abendveranstaltung vom 9. und 19. November 1916. Mitglieder der Gruppe waren auch Götz Kilian, Gerta von Haken, Ella Horn, Liddy Deuerling, Doralisa Greifenhain und Wilhelm Morgner.

### Komet-Kreis
Felix Stiemers Interesse an der sozialen Komponente geistiger Arbeit und deren praktischer Auswirkung führte 1917 zur Gründung der Expressionistischen Arbeitsgemeinschaft Dresden. Rudolf Adrian Dietrich verfolgte mit der Gründung des Komet-Kreises kosmisch-idealistische, rein geistesorientierte Ziele. In einer Selbstdarstellung der Gruppe hieß es: „Der Komet-Kreis ist eine Gemeinschaft des Geistes und der Erkenntnis durch Intuition, nicht durch Reflexion“.
Ab 1918 veröffentlichte Dietrich die Zeitschrift Komet im Selbstverlag, als „das einzige prägnante, unabhängige und unliterarische Flugblatt Europas im Kriege und der Revolution“. Von der Zeitschrift erschienen insgesamt 12 Blätter. Dies sind die einzelnen Nummern: - Blatt 1: Oktober 1918, Prosa u. ein Gedicht von [Rudolf Adrian] Dietrich – Blatt 3(sic !): Dezember 1918: Lyrik von Jan Jacob Haringer – Blatt 2(sic !): Januar 1919, Graphik von Marcel Janco – Blatt 4: Januar 1919, Prosa von [Johannes] Baader – Blatt 5: Februar 1919, Lyrik von Hermann Graedener – Blatt 6: März 1919, Prosa von Friedrich Schwangert – Blatt 7: April 1919, Lyrik von Erich Bockemühl – Blatt 8: Mai 1919, Graphik von Wilhelm Morgner – Blatt 9: Juni 1919, Prosa von Franz Jung – Blatt 10: Juli 1919: Graphik von Otto Griebel – Blatt 11: August 1919, Prosa von Hans Franck – Blatt 12: September 1919, Lyrik von Alfred Mombert. Danach erschienen keine Hefte mehr.
Die Gruppe blieb einem sozial isolierten Künstlertum verhaftet und wurde damit den eigenen Ansprüchen einer gesellschaftlichen Wirksamkeit nicht gerecht.

## Mitglieder
- Johannes Baader
- Erich Bockemühl
- Rudolf Adrian Dietrich
- Hermann Graedener
- Otto Griebel (nur in „kurzer Beziehung“)
- Jan Jacob Haringer (1898–1948, Dichter)
- Marcel Janco
- Franz Jung
- Friedrich Schwangart (1874–1958, Dichter)